# San Narciso (Quezon)
San Narciso è una municipalità di terza classe delle Filippine, situata nella Provincia di Quezon, nella regione di Calabarzon.
San Narciso è formata da 24 baranggay:
- Abuyon
- Andres Bonifacio
- Bani
- Bayanihan (Pob.)
- Binay
- Buenavista
- Busokbusokan
- Calwit
- Guinhalinan
- Lacdayan
- Maguiting
- Maligaya (Pob.)

- Manlampong
- Pagdadamayan (Pob.)
- Pagkakaisa (Pob.)
- Punta
- Rizal
- San Isidro
- San Juan
- San Vicente
- Vigo Central
- Villa Aurin (Pinagsama)
- Villa Reyes
- White Cliff